# 獙獙
獙獙（へいへい）は『山海経』に記載された古代中国の妖怪。
有翼の狐のような姿をした獣であり、鳴き声は大きな雁のようでその姿を見ることは旱魃の兆しであると言われている。